# Військово-морський прапор СРСР
Військово-морський прапор Союзу Радянських Соціалістичних Республік — кормовий прапор кораблів Військово-Морського Флоту СРСР.
У Корабельному статуті Військово-Морського Флоту СРСР визначався як «Бойовий Прапор корабля та символ військової честі, доблесті та слави, що нагадував кожному члену екіпажу корабля про героїчні традиції та священний обов'язок захисту Радянської Батьківщини».
Після утворення Союзу Радянських Соціалістичних Республік виникла необхідність затвердження прапорів Військово-Морського Флоту СРСР. Прапори Російської імперії були скасовані ще в 1917 році, а прапори РРФСР вказували на приналежність лише до РРФСР.

## Військово-морський прапор
Перший прапор ВМФ СРСР був розроблений капітаном першого рангу М. І. Ординський, що взяв за основу кормовий прапор ВМС Японії.

Військово-морський прапор СРСР, 1923—1935 рр.

Кормовий прапор ВМС Японії

24 серпня 1923 року, на засіданні Президії ЦВК СРСР, був особливо затверджений кормовий прапор ВМФ СРСР. У постанові говорилося:

Військово-морський прапор — червоного кольору, прямокутний, посередині прапора — білий круг (сонце) з 8 розбіжними білими променями до кутів і серединних сторін.
У колі червона п'ятикутна зірка, всередині якої серп і молот, повернута одним кінцем вгору.
Розміри: відношення довжини прапора до його ширини як 3 × 2; круг має розмір — половина ширини прапора; зірка має діаметр — 5/6 діаметра кола; ширина променів в колі 1/24, в кутах та серединах сторін прапора — 1/10 ширини прапора.

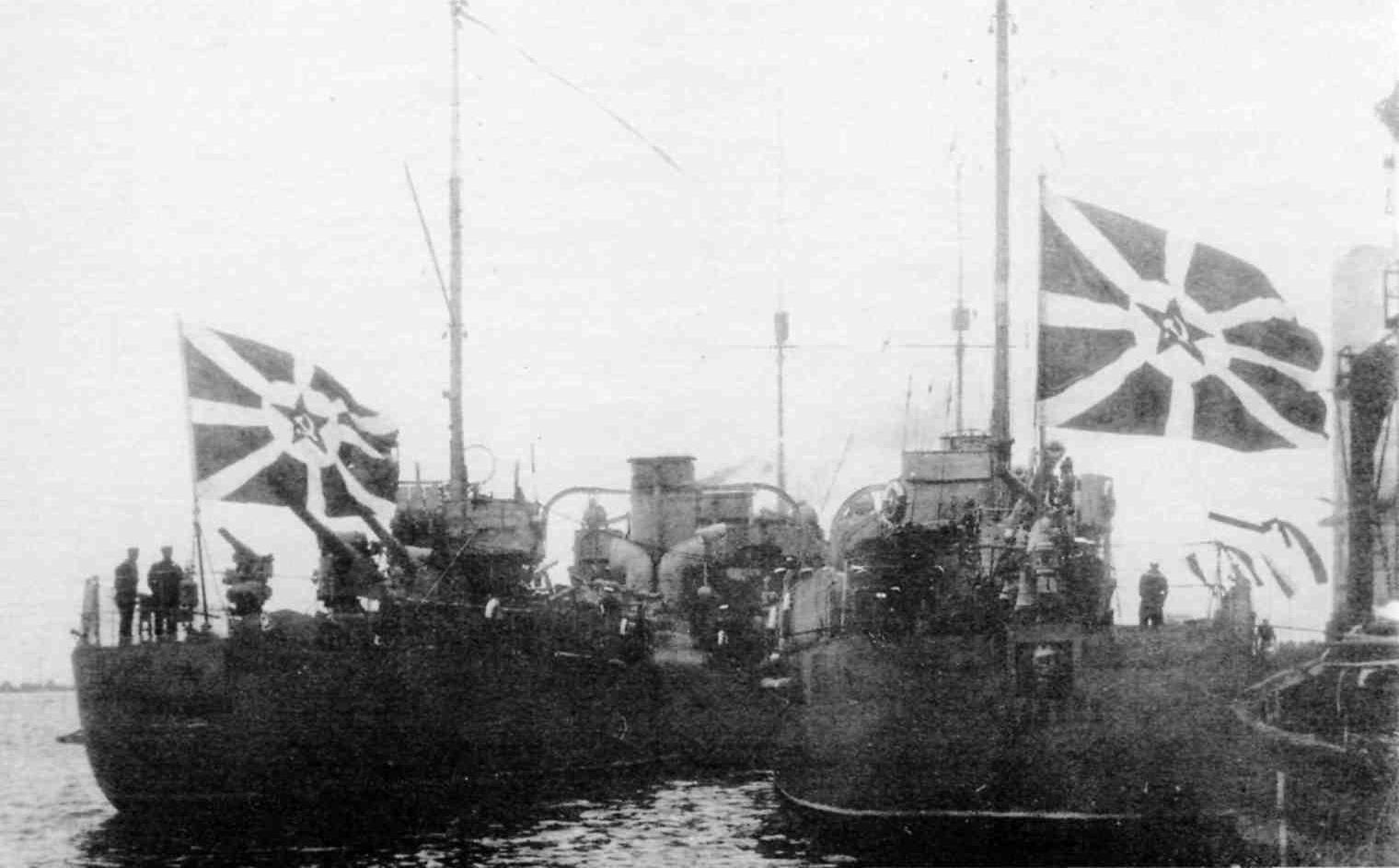
Прапори ВМФ СРСР на ескадрених міноносця «Войков» і «Калінін»

12 жовтня 1923 року, головою Революційного Військової Ради (РВС) Л. Д. Троцьким, був затверджений проект альбому «Прапори морських начальників і судів Робітничо-Селянського флоту».
7 листопада 1923 року, у п'яту річницю Жовтневої революції, згідно з наказом РВР та наказом по флоту, цей прапор був піднятий на військових кораблях.
Тільки 29 серпня 1924 року, постановою ЦВК та РНК СРСР, цей прапор (разом з іншими) був затверджений офіційно.. При цьому опис прапора було несуттєво змінено:

Військово-морський прапор Союзу РСР — прямокутний червоний прапор з відношенням довжини до ширини 3:2.
У центрі прапора білий круг (сонце), усередині якого червона п'ятикутна зірка повернута одним кінцем вгору. Всередині зірки поміщені білий серп і молот. Коло має діаметр, рівний половині ширини прапора, а зірка 5/6 діаметра кола. Від білого круга (сонця) до кутів та серединам сторін — вісім розбіжних білих променів, ширина яких у колі 1/24, а у кромок прапора 1/10 ширини останнього.

Військово-морський прапор СРСР, 1935—1950 рр.

Після створення 21 квітня 1932 року Морських сил Далекого сходу, перетворених 11 січня 1935 року в Тихоокеанський Флот, постало питання про заміну Військово-морського прапора, оскільки він був дуже схожий на військово-морської прапор Японії, що могло призвести до можливих проблем.
27 травня 1935 року, постановою ЦВК і РНК СРСР, був створений, в числі інших, новий Військово-морський прапор.

Військово-морський прапор СРСР — являє собою біле полотнище з блакитною смугою, що йде уздовж нижньої кромки прапора. На білому полотнищі поміщені: у центрі лівої половини (у шкаторини) червона п'ятикутна зірка, повернута одним конусом вгору; в центрі правої половини полотнища — перехрещені серп і молот червоного кольору.
Діаметр зірки дорівнює 2/3 ширини всього прапора, а найбільший діаметр перехрещених серпа та молота — 2/3 ширини білого полотнища. Відношення ширини білого полотнища до блакитної смуги 5:1. Відношення довжини прапора до ширини 3:2.

Військово-морський прапор СРСР, 1950—1992 рр.

16 листопада 1950 року постановою Ради Міністрів СРСР, яка не була опублікована і не увійшла в Зведення законів СРСР, в числі іншого, були внесені зміни у Військово-морський прапор. Були змінені пропорції та розташування зірки та серпа і молота.
21 квітня 1964 року, Постановою Ради Міністрів СРСР, були затверджені описи та малюнки військово-морських прапорів і вимпелів СРСР бойових кораблів, кораблів прикордонних військ, допоміжних суден та посадових осіб Міністерства оборони і Комітету державної безпеки СРСР..

Військово-морський прапор СРСР — являє собою біле полотнище з блакитною смугою, що йде уздовж нижньої кромки прапора.
На білому полотнищі прапора поміщені: у лівій половині полотнища (у шкаторини) — червона п'ятикутна зірка, повернена одним кінцем вгору; в правій половині полотнища — перехрещені серп і молот червоного кольору. Нижні точки рукояток серпа і молота лежать на одній прямій з нижніми кінцями зірки.
Розміри прапора: відношення ширини прапора до його довжини — один до півтора; ширина блакитної смуги дорівнює 1/6 ширини прапора; відстань від верхнього кінця зірки до верхньої кромки прапора, а також від нижніх кінців зірки до блакитної смуги прапора рівна 1/6 ширини прапора. Верхній кінець серпа віддалений від верхньої кромки прапора на 1/5 ширини прапора.

У такому вигляді прапор проіснував до 26 липня 1992 року, коли він був замінений на Військово-морський прапор Росії.

## Червонопрапорний Військово-морський прапор

Почесний Революційний Військово-морський прапор, 1926—1935 рр.

23 листопада 1926 року, постановою Президії ЦВК СРСР, разом з Почесним Революційним Червоним Прапором, був затверджений Почесний Революційний Військово-морський прапор.

Почесний Революційний Військово-морський прапор для кораблів Робітничо-Селянського Червоного Флоту являє собою Військово-морський прапор Союзу РСР, в лівому верхньому кутку якого є білий криж.
Кромка крижа огинає частину окружності білого круга і проходить посередині двох білих променів прапора, в середині крижа є малюнок ордена Червоного Прапора.

Положенням про прапор, прийнятим лише 27 листопада 1932 року, Почесний Революційний Військово-морський прапор був вищою Революційною нагородою і вручався, за видатні заслуги, кораблям і їхнім з'єднанням. При повторенні видатних заслуг, кораблі та їхні з'єднання, могли бути представлені до нагородження орденом «Червоний Прапор», який прикріплювався на Почесному революційному Військово-морському прапорі.

Почесний Революційний Військово-морський прапор, 1935—1950 рр.

27 травня 1935 року, постановою ЦВК і РНК СРСР, був затверджений, в числі інших, новий Почесний Революційний Військово-морський прапор.

Почесний Революційний Військово-морський прапор для кораблів Робітничо-Селянського Червоного Флоту і їхніх з'єднань являє собою Військово-морський прапор Союзу РСР, на якому поверх червоної зірки поміщено зображення ордена Червоного Прапора.
Висота ордена Червоного Прапора дорівнює 9/10 діаметра червоної зірки. Відношення довжини прапора до ширини 3:2.

Червонопрапорний Військово-морський прапор, 1950—1992 рр.

16 листопада 1950 року, постановою Ради Міністрів СРСР, в опис попереднього прапора були внесені зміни і він отримав нову назву — Червонопрапорний Військово-морський прапор, також були змінені накреслення зірки та серпа і молота Військово-морського прапора.

Червонопрапорний Військово-морський прапор являє собою Військово-морський прапор Союзу РСР, на якому поверх малюнка червоної зірки поміщено зображення ордена Червоного Прапора. Величина ордена в поперечнику (по горизонталі) дорівнює 1/4 ширини прапора.
На військово-морських прапорах кораблів, нагороджених іншими орденами Радянського Союзу, поверх малюнка червоної зірки поміщено зображення того ордена, яким нагороджений корабель.

21 квітня 1964 року, постановою Ради Міністрів СРСР, було незначно змінено опис Червонопрапорного Військово-морського прапора.

Червонопрапорний Військово-морський прапор СРСР — являє собою Військово-морський прапор СРСР, на якому поверх малюнка червоної зірки поміщено зображення ордена Червоного Прапора. Величина ордена в поперечнику (по горизонталі) — 1/4 ширини прапора.
Примітка. На військово-морських прапорах кораблів, нагороджених іншими орденами Радянського Союзу, поверх малюнка червоної зірки розміщується зображення того ордена, яким нагороджений корабель. Величина ордена в поперечнику (по горизонталі) — 1/4 ширини прапора.

У такому вигляді прапор проіснував до 26 липня 1992 року, коли він був замінений на Орденський Військово-морський прапор Росії.

### Кораблі нагороджені орденом Червоного Прапора
- Базовий тральщик «Арсеній Расскін»
- Базовий тральщик «Міна»
- Базовий тральщик «Трал»
- Базовий тральщик «Щит»
- Великий мисливець за підводними човнами «БО-303»
- Великий мисливець за підводними човнами «БО-305»
- Канонерський човен «Червона Абхазія»
- Канонерський човен «Усискін»
- Канонерський човен «Чапаєв»
- Крейсер «Аврора» — 7 листопада 1927 р.
- Крейсер «Ворошилов» — 8 липня 1945 р.
- Важкий авіаносний крейсер «Київ» — 4 травня 1985 р.
- Крейсер «Кіров» — 27 лютого 1943 р.
- Крейсер «Максим Горький» — 22 березня 1944 р.
- Лінійний корабель «Жовтнева революція»
- Лінійний корабель «Севастополь» — 8 липня 1945 р.
- Плавбаза «Львів» з 17.12.1941 сан. транспорт — 31 травня 1943 р.
- Підводний човен «А-5» — 6 березня 1945 р.
- Підводний човен «Д-3» — 17 січня 1942 р., Гвардійський з 3 квітня 1942 р.
- Підводна човен «К-21» — 23 жовтня 1942 р.
- Підводний човен «К-52» — 20 квітня 1945 р.
- Атомний підводний човен «К-181» — 20 лютого 1968 р.
- Підводний човен «Л-4 «Гарібальдієць»» — 23 жовтня 1942 р.
- Підводний човен"Л-22" — 8 липня 1945 р.
- Підводний човен «Лембіт» — 6 березня 1945 р.
- Підводний човен «М-111» — 22 липня 1944 р.
- Підводний човен «М-117» — 22 липня 1944 р.
- Підводний човен «М-172» — 3 квітня 1942 р., Гвардійська з 25 липня 1943 р.
- Підводний човен «С-1» — 7 лютого 1940 р.
- Підводний човен «С-13» — 20 квітня 1945 р.
- Підводний човен «С-31» — 5 листопада 1944 р.
- Підводний човен «С-51» — 5 листопада 1944 р.
- Підводний човен «С-56» — 31 березня 1944 р., Гвардійська з 23 лютого 1945 р.
- Підводний човен «С-101» — 24 травня 1945 р.
- Підводний човен «С-104» — 24 травня 1945 р.
- Підводний човен «Щ-201» — 5 листопада 1944 р.
- Підводний човен «Щ-209» — 6 березня 1945 р.
- Підводний човен «Щ-307» — 6 березня 1945 р.
- Підводний човен «Щ-310» — 6 березня 1945 р.
- Підводний човен «Щ-311» — 7 лютого 1940 р.
- Підводний човен «Щ-320» — 23 жовтня 1942 р.
- Підводний човен «Щ-323» — 17 січня 1942 р.
- Підводний човен «Щ-324» — 21 квітня 1940 р.
- Підводний човен «Щ-402» — 3 квітня 1942 р., Гвардійська з 25 липня 1943 р.
- Підводний човен «Щ-403» — 24 липня 1943 р.
- Підводний човен «Щ-404» — 24 липня 1943 р.
- Підводний човен «Щ-406» — 23 жовтня 1942 р.
- Підводний човен «Щ-421» — 3 квітня 1942 р.
- Сторожовий корабель «Кіров»
- Тральщик «Т-32» («Шуя»)
- Тральщик «Т-110»
- Тральщик «Т-275»
- Тральщик «Т-525»
- Тральщик «Т-887» (до 25.06.1941 РТ-46 «Лосось») — 31 травня 1943 р.
- Лідер есмінців «Баку» — 6 березня 1945 р.
- Ескадрений міноносець «Беспощадний»
- Ескадрений міноносець «Бойкий»
- Ескадрений міноносець «Войков» — 17 вересня 1945 р.
- Ескадрений міноносець «Грозний»
- Ескадрений міноносець «Громкий»
- Ескадрений міноносець «Железняков» — 8 липня 1945 р.
- Ескадрений міноносець «Куйбишев» — 24 липня 1943 р.
- Ескадрений міноносець «Незаможник» — 8 липня 1945 р.

Всього орденом Червоного Прапора було нагороджено 63 бойових кораблі (32 надводних кораблі і 31 підводний човен).
«Щ-421» — єдиний підводний човен, який не встиг підняти присвоєний йому Червонопрапорний прапор.

### Кораблі нагороджені іншими орденами
| - Крейсер «Аврора» — 22 лютого 1968 р. нагороджений орденом Жовтневої Революції — єдиний корабель нагороджений двома орденами - Криголам «Арктика» — 14 вересня 1977 р. нагороджений орденом Жовтневої Революції - Криголам «Єрмак» — 26 березня 1949 р. нагороджений орденом Леніна - Пароплав «Старий більшовик» — 27 травня 1942 р. нагороджений орденом Леніна |

## Гвардійський Військово-морський прапор

Гвардійський Військово-морський прапор, 1942—1950 рр.

18 вересня 1941 року, в розпал Великої Вітчизняної війни, були створені перші гвардійські з'єднання і 3 квітня 1942 року, звання гвардійського, вперше були удостоєні кораблі Військово-Морського Флоту СРСР.
19 червня 1942 року, наказом Народного Комісара ВМФ СРСР № 142, для кораблів Військово-Морського Флоту, екіпажі яких удостоєні гвардійського звання, був встановлений Гвардійський Військово-морський прапор.

Гвардійський Військово-морський прапор являє собою встановлений Військово-морський прапор Союзу РСР з розташованою на ньому Гвардійською стрічкою зав'язаною бантом, з кінцями, що розвіваються. Стрічка оранжевого кольору з нанесеними на ній трьома поздовжніми чорними смугами. Гвардійська стрічка розташовується горизонтально над смугою блакитного кольору, посередині прапора.

Гвардійський Військово-морський прапор, 1950—1992 рр.

16 листопада 1950 року, постановою Ради Міністрів СРСР, в опис попереднього прапора були внесені зміни, а також були змінені накреслення зірки та серпа і молота Військово-морського прапора.
21 квітня 1964 року, постановою Ради Міністрів СРСР, цей прапор був повторно затверджений.

Гвардійський Військово-морський прапор СРСР — являє собою Військово-морський прапор СРСР з розташованою на ньому Гвардійською стрічкою, зав'язаною бантом, з кінцями, що розвіваються. Гвардійська стрічка розташовується над смугою блакитного кольору, симетрично відносно середньої вертикальної лінії прапора. Довжина гвардійської стрічки по прямій дорівнює 11/12, а ширина — 1/20 ширини прапора.

У такому вигляді прапор проіснував до 26 липня 1992 року, коли він був замінений на Гвардійський Військово-морський прапор Росії.

### Гвардійські кораблі
- Канонерський човен «Червона Зірка»
- Канонерський човен «Пролетар»
- Крейсер «Красний Кавказ» — 3 квітня 1942 р.
- крейсер «Красний Крим» — 18 червня 1942 р.
- Мінний загороджувач «Марті» («Ока») — 3 квітня 1942 р.
- Мінний загороджувач «Охотськ» — 26 серпня 1945 р.
- Монітор «Свердлов»
- Монітор «Сун-Ят-Сен»
- Підводний човен «Д-3» — 3 квітня 1942 р.
- Підводний човен «К-22» — 3 квітня 1942 р.
- Підводний човен «Л-3 «Фрунзенець»» — 1 березня 1943 р.
- підводний човен «М-35» — 31 травня 1943 р.
- підводний човен «М-62» — 22 липня 1944 р.
- Підводний човен «М-171» — 3 квітня 1942 р.
- Підводний човен «М-172» — 25 липня 1943 р.
- Підводний човен «М-174» — 3 квітня 1942 р.
- Підводний човен «С-33» — 22 липня 1944 р.
- Підводний човен «С-56» — 23 лютого 1945 р.
- Підводний човен «Щ-205» — 1 березня 1943 р.
- Підводний човен «Щ-215» — 22 липня 1944 р.
- Підводний човен «Щ-303» — 1 березня 1943 р.
- Підводний човен «Щ-309» — 1 березня 1943 р.
- Підводний човен «Щ-402» — 25 липня 1943 р.
- Підводний човен «Щ-422» — 25 липня 1943 р.
- Сторожовий катер «СКА-065» («МО-65»)
- Сторожовий корабель «Мєтєль»
- Сторожовий корабель «СКР-2»
- Тральщик «Захисник»
- Тральщик «Т-205» («Гафель») — 3 квітня 1942 р.
- Тральщик «Т-278» — 26 серпня 1945 р.
- Тральщик «Т-281» — 26 серпня 1945 р.
- Ескадрений міноносець «Гремящий»
- Ескадрений міноносець «Сообразітєльний»
- Ескадрений міноносець «Стойкий» («Віце-адмірал Дрозд») — 3 квітня 1942 р.

Всього до вересня 1945 року звання гвардійських було удостоєно 18 надводних кораблів і 16 підводних човнів.
Підводні човни «М-172», «Щ-402» та «С-56» раніше були нагороджені орденом Червоного Прапора і після присвоєння гвардійського звання ними був піднятий Гвардійський Червонопрапорний прапор.

## Гвардійський Червонопрапорний Військово-морський прапор

Гвардійський Червонопрапорний Військово-морський прапор, 1942 р. (офіційно не затверджувався, але використовувався)

Гвардійський Червонопрапорний Військово-морський прапор, 1950—1992 рр.

Хоча наказом Наркома ВМФ СРСР від 20 червня 1942 року, засновувався лише Гвардійський Військово-морський прапор, 21 червня 1942 року підводному човну «Д-3» був присвоєний Гвардійський Червонопрапорний Військово-морський прапор і лише 16 листопада 1950 року, вийшла постанова Ради Міністрів СРСР, якою цей прапор був офіційно затверджений.

Гвардійський Червонопрапорний військово-морський прапор СРСР — являє собою Гвардійський Військово-морський прапор, на якому поверх малюнка червоної зірки вміщено зображення ордена Червоного Прапора. Величина ордена в поперечнику (по горизонталі) — 1/4 ширини прапора.
На військово-морських прапорах кораблів, нагороджених іншими орденами Радянського Союзу, поверх малюнка червоної зірки поміщено зображення того ордена, яким нагороджений корабель.

21 квітня 1964 року, постановою Ради Міністрів СРСР, це прапор був повторно затверджений.

Гвардійський Червонопрапорний Військово-морський прапор СРСР — являє собою Гвардійський Військово-морський прапор СРСР, на якому поверх малюнка червоної зірки поміщено зображення ордена Червоного Прапора. Величина ордена в поперечнику (по горизонталі) — 1/4 ширини прапора.
Примітка. На військово-морських прапорах кораблів, нагороджених іншими орденами Радянського Союзу, поверх малюнка червоної зірки поміщається зображення того ордена, яким нагороджений корабель. Величина ордена в поперечнику (по горизонталі) — 1/4 ширини прапора.

У такому вигляді прапор проіснував до 26 липня 1992 року, коли він був замінений на Гвардійський Орденський Військово-морський прапор Росії.

### Гвардійські кораблі нагороджені орденом Червоного Прапора
| - Підводний човен «Д-3» — 17 січня 1942 р. нагороджений орденом, 3 квітня 1942 р. удостоєний Гвардійського звання, 21 червня 1942 р. було вперше піднято Гвардійський Червонопрапорний Військово-морський прапор СРСР. - Підводний човен «М-172» — 3 квітня 1942 р. нагороджений орденом, 25 липня 1943 р. удостоєний Гвардійського звання. - Підводний човен «Щ-402» — 3 квітня 1942 р. нагороджений орденом, 25 липня 1943 р. удостоєний Гвардійського звання. - Підводний човен «С-56» — 31 березня 1944 р. нагороджений орденом, 23 лютого 1945 р. удостоєний Гвардійського звання. |

## Прапор ВМФ СРСР в філателії
Прапор ВМФ СРСР зображений на поштових марках СРСР, що виходили в серіях присвячених Збройним Силам СРСР (РСЧА, Радянська Армія).
Нижче представлені марки з ювілейних випусків:

Серії поштових марок
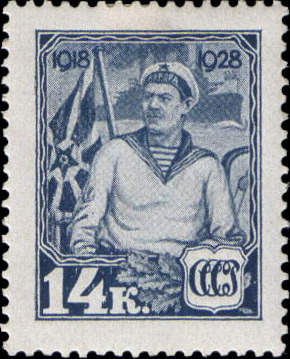
10 років РСЧА (1928): Червонофлотець з крейсера «Аврора»
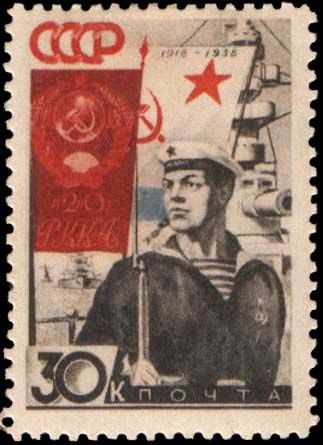
20 років РСЧА (1938): Червонофлотець з лінкора «Марат»
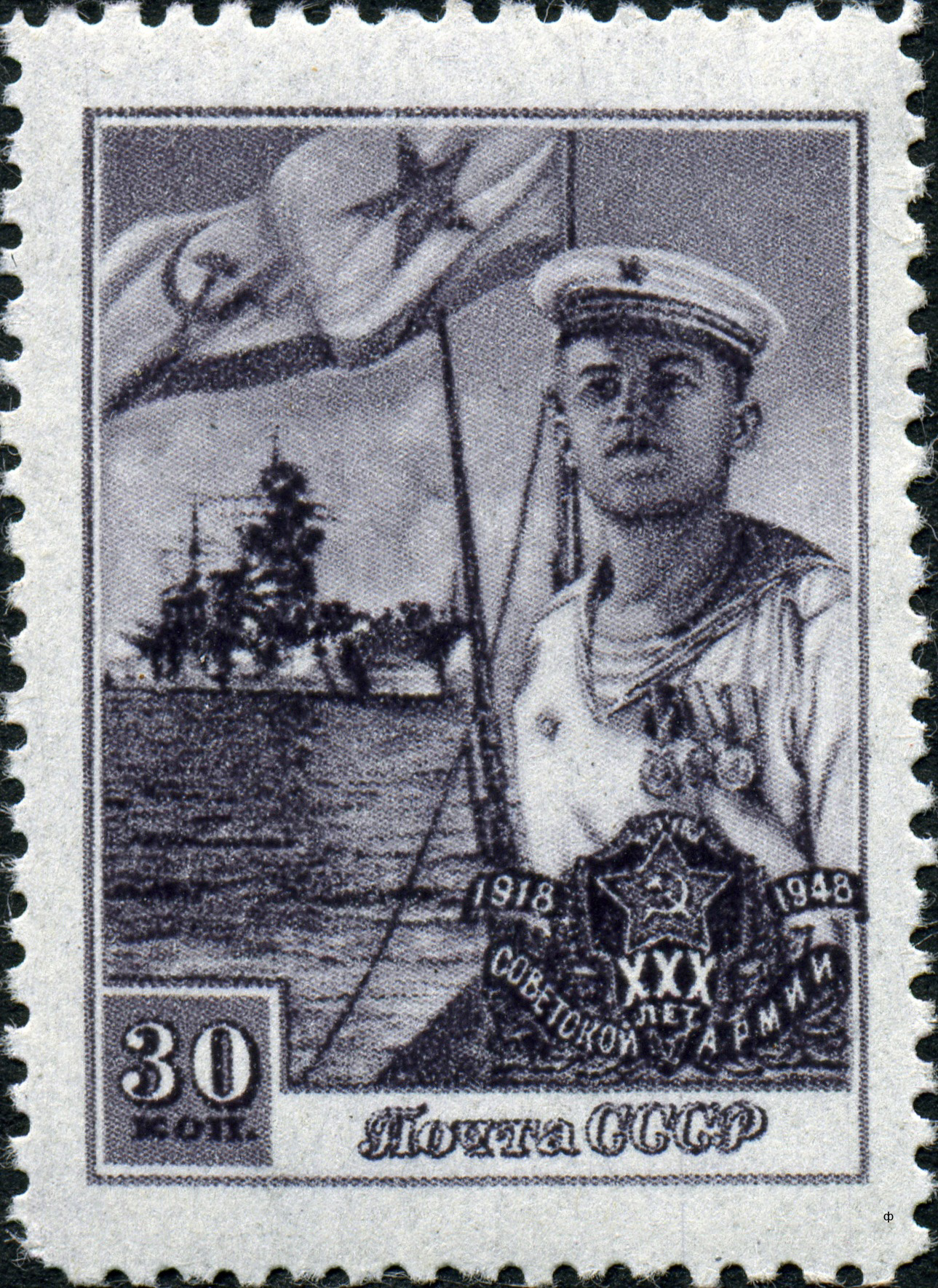
30 років Радянській Армії (1948)
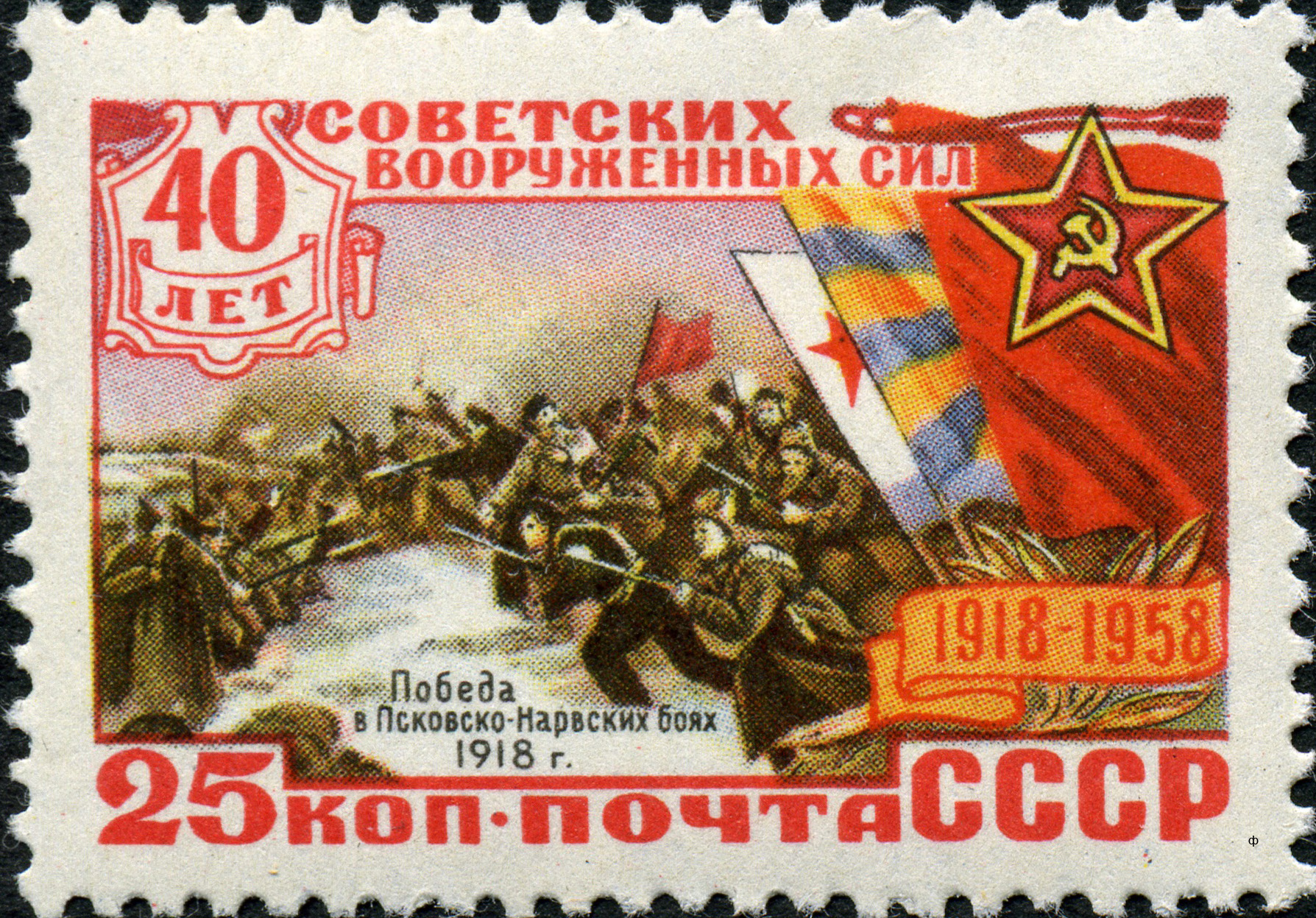
40 років Радянським Збройним Силам (1958)
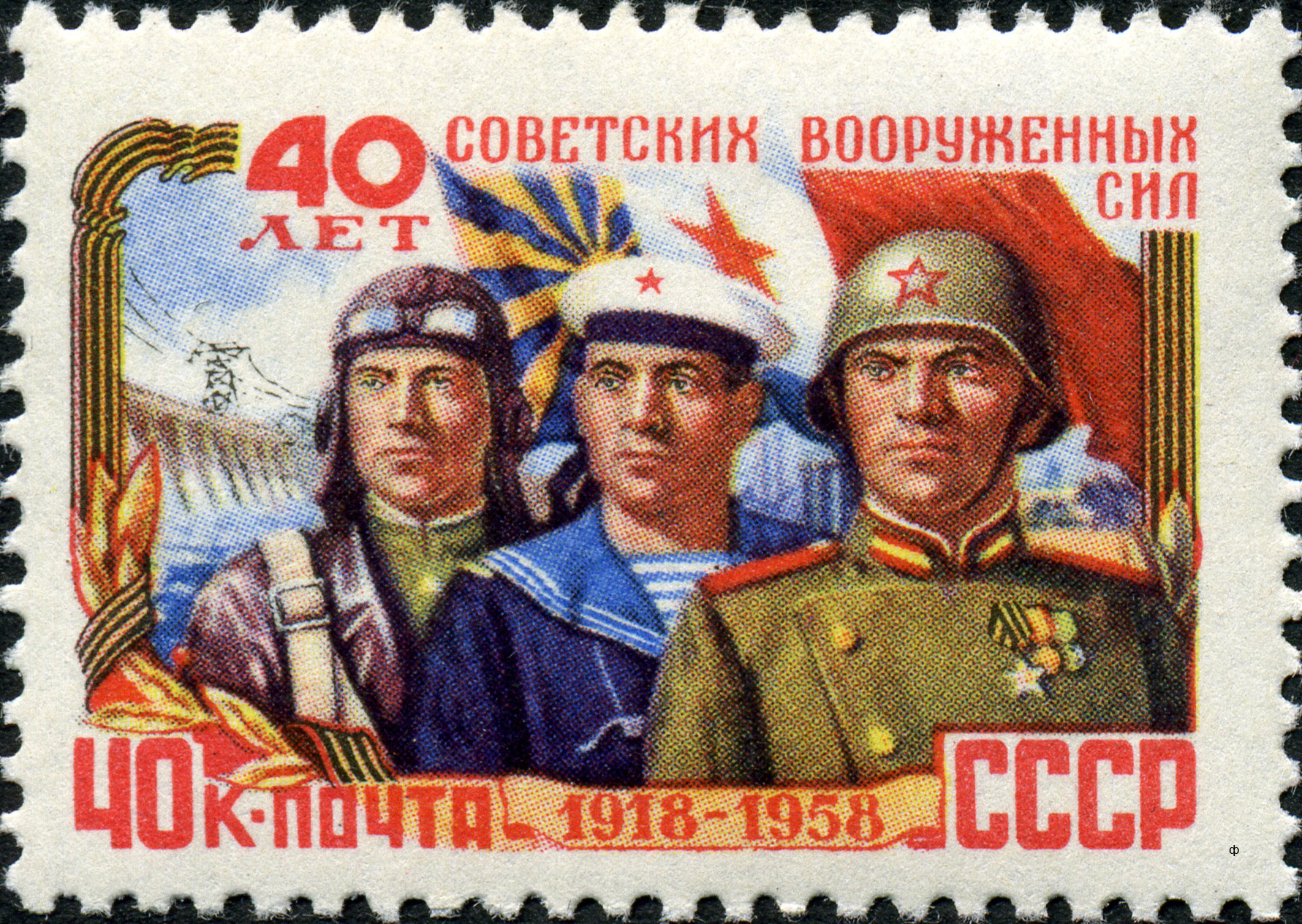
40 років Радянським Збройним Силам (1958)
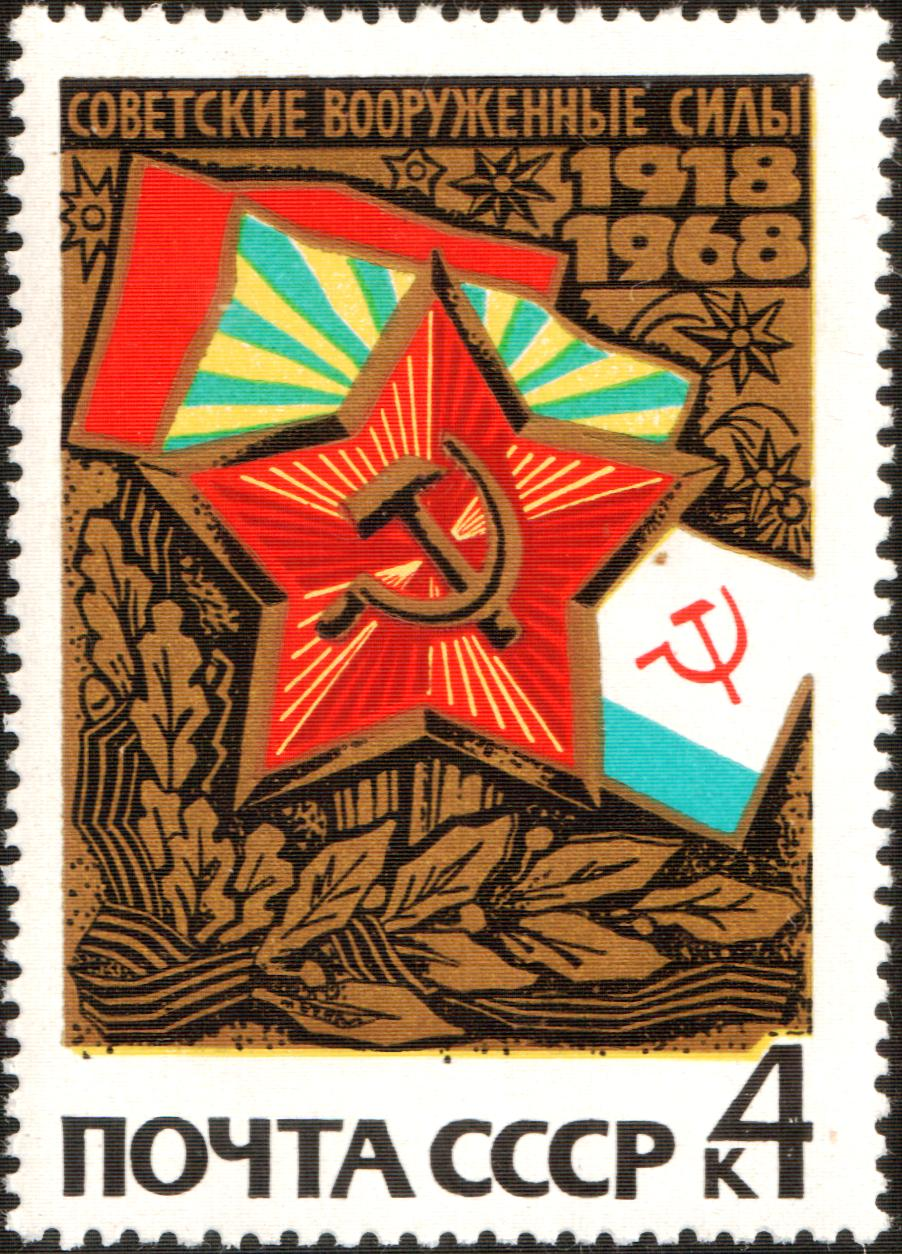
Радянські Збройні Сили, 50 років (1968)